# Raïon de Tchernihiv
Le raïon de Tchernihiv  (ukrainien : Чернігівський район) est une subdivision administrative de l'oblast de Tchernihiv, dans l'Ouest de l'Ukraine. Son centre administratif est la ville de Tchernihiv.

Depuis le 18 juillet 2020, de par la réforme administrative de l'Ukraine, le raion de Chernihiv englobe les anciens  raions : Horodnia, Kozelets, Kulykivka et Ripky.

## En images

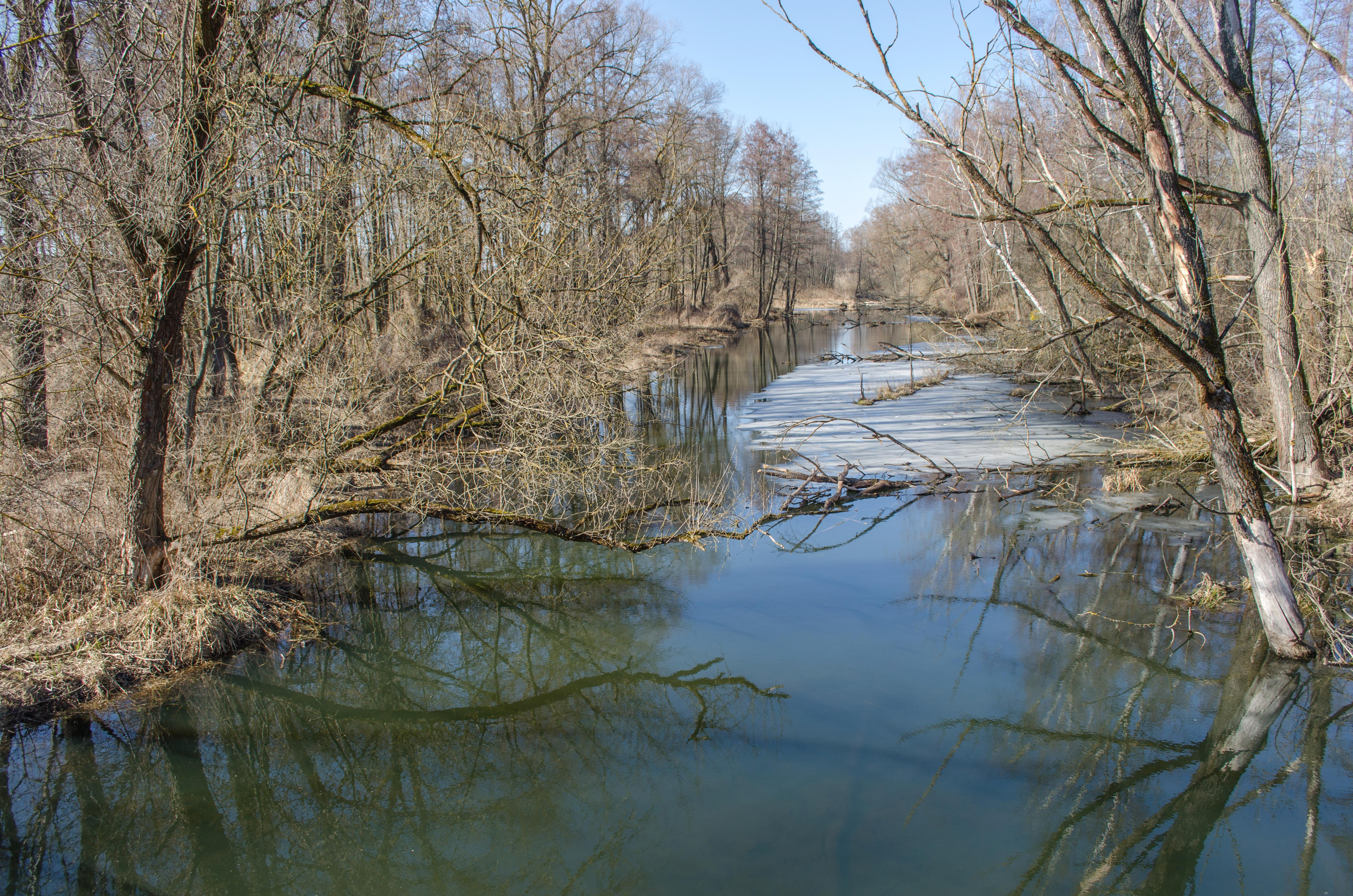
Réserve de Bilouski, classée[2],
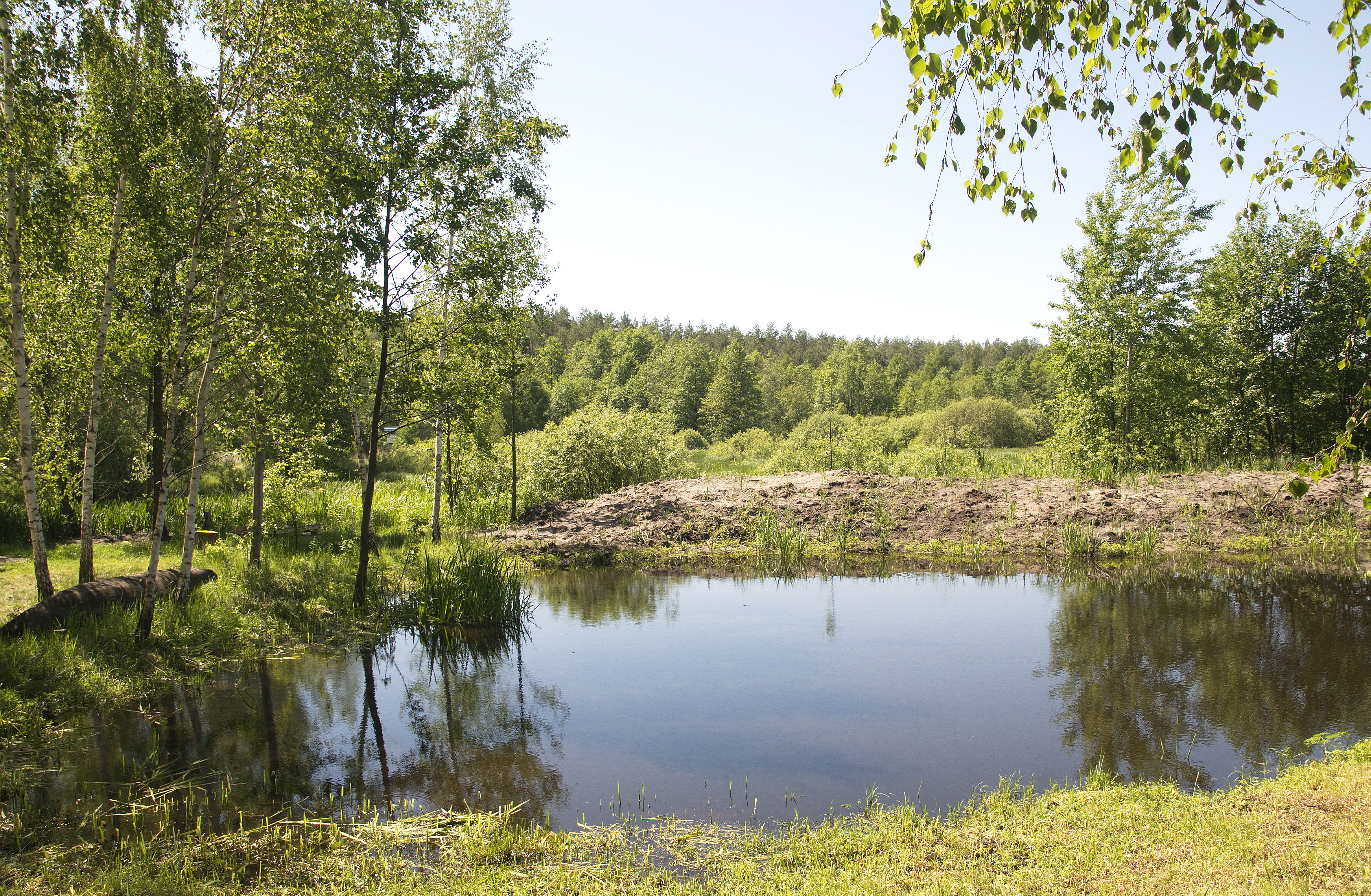
parc régional de Mijirtchinski à Otroky, classé[3],
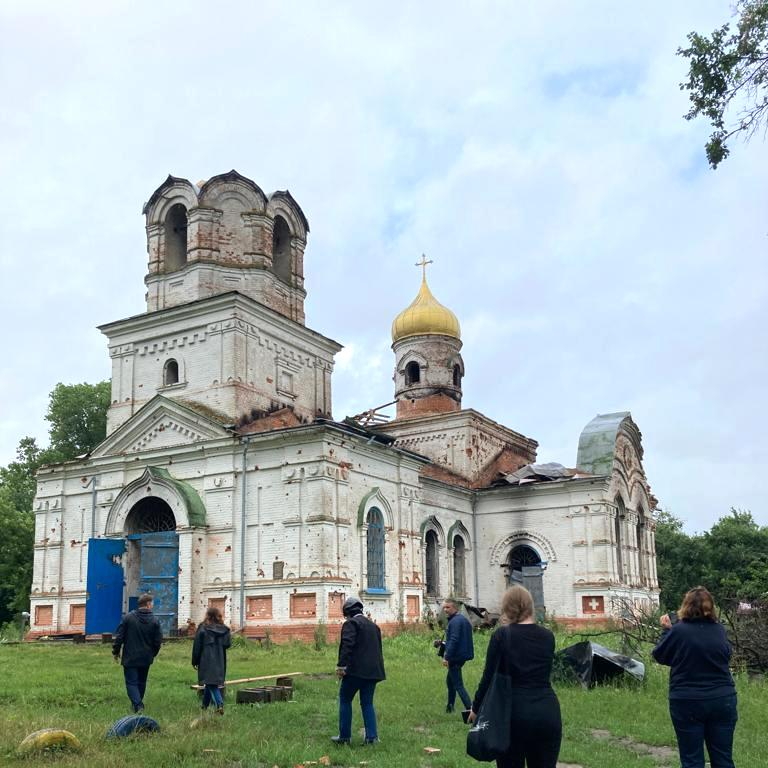
église de l’Ascension classée[4],
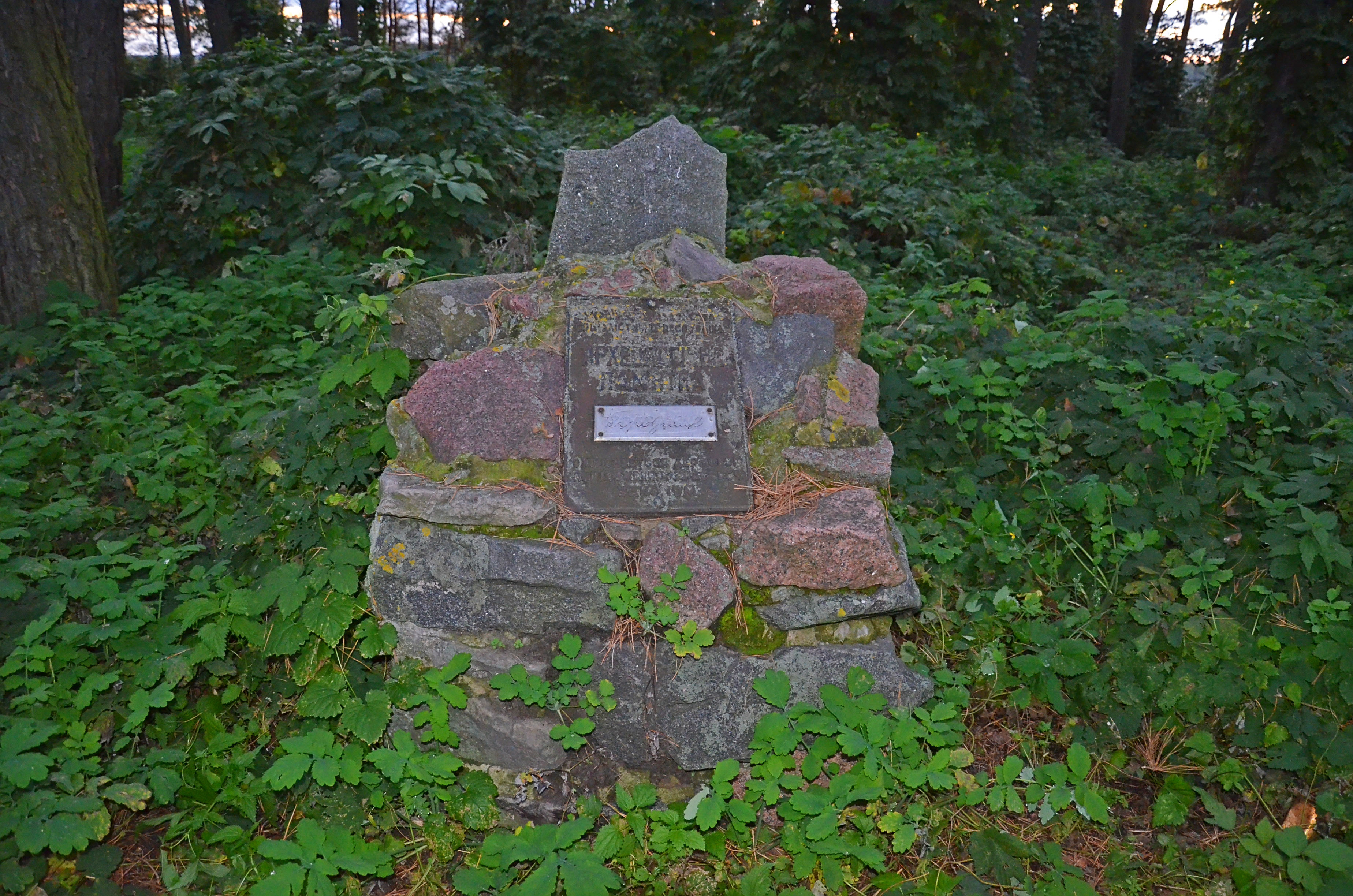
le fort Korovel classé[5],
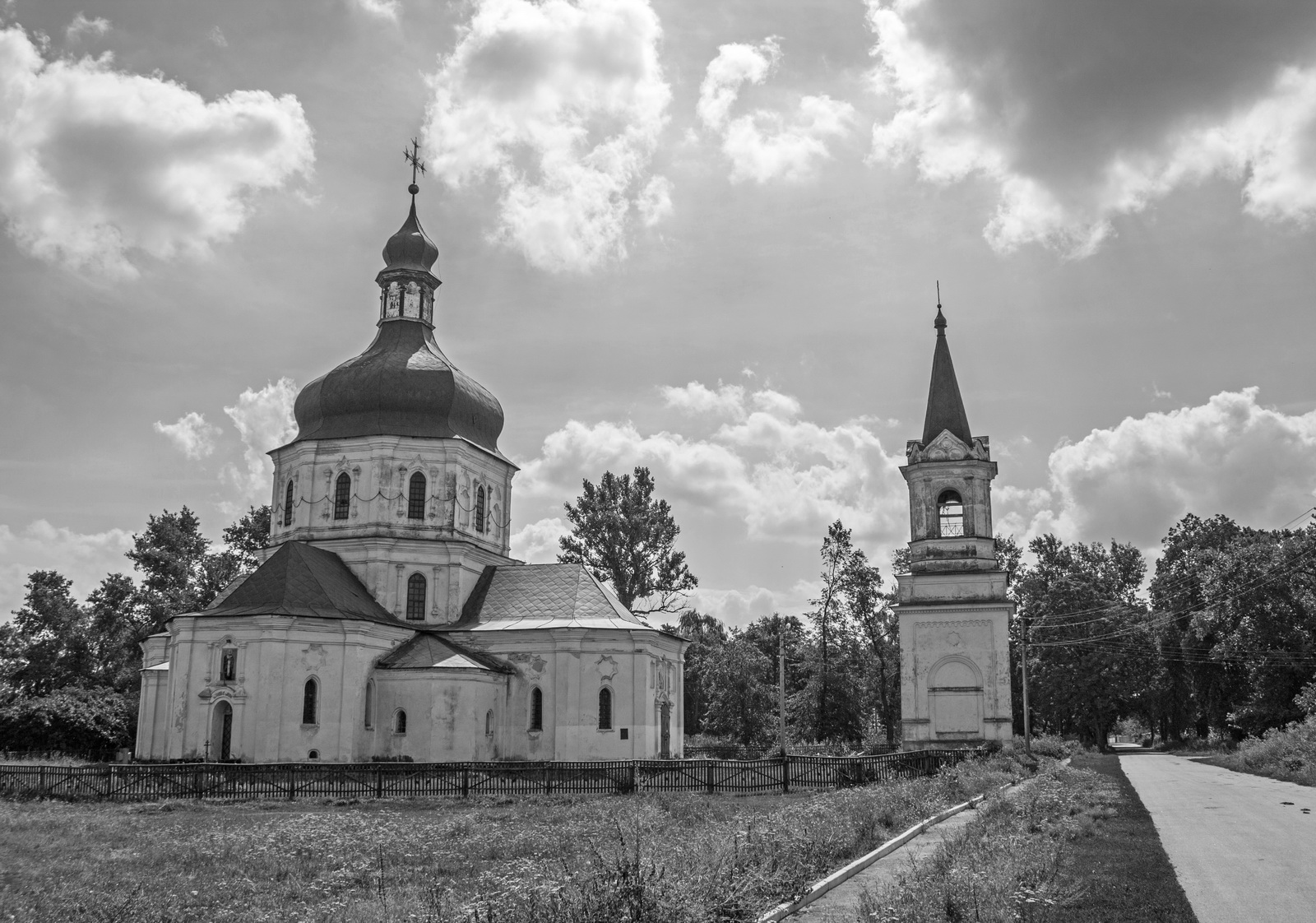
l'église de la résurrection de Sedniv classée[6],
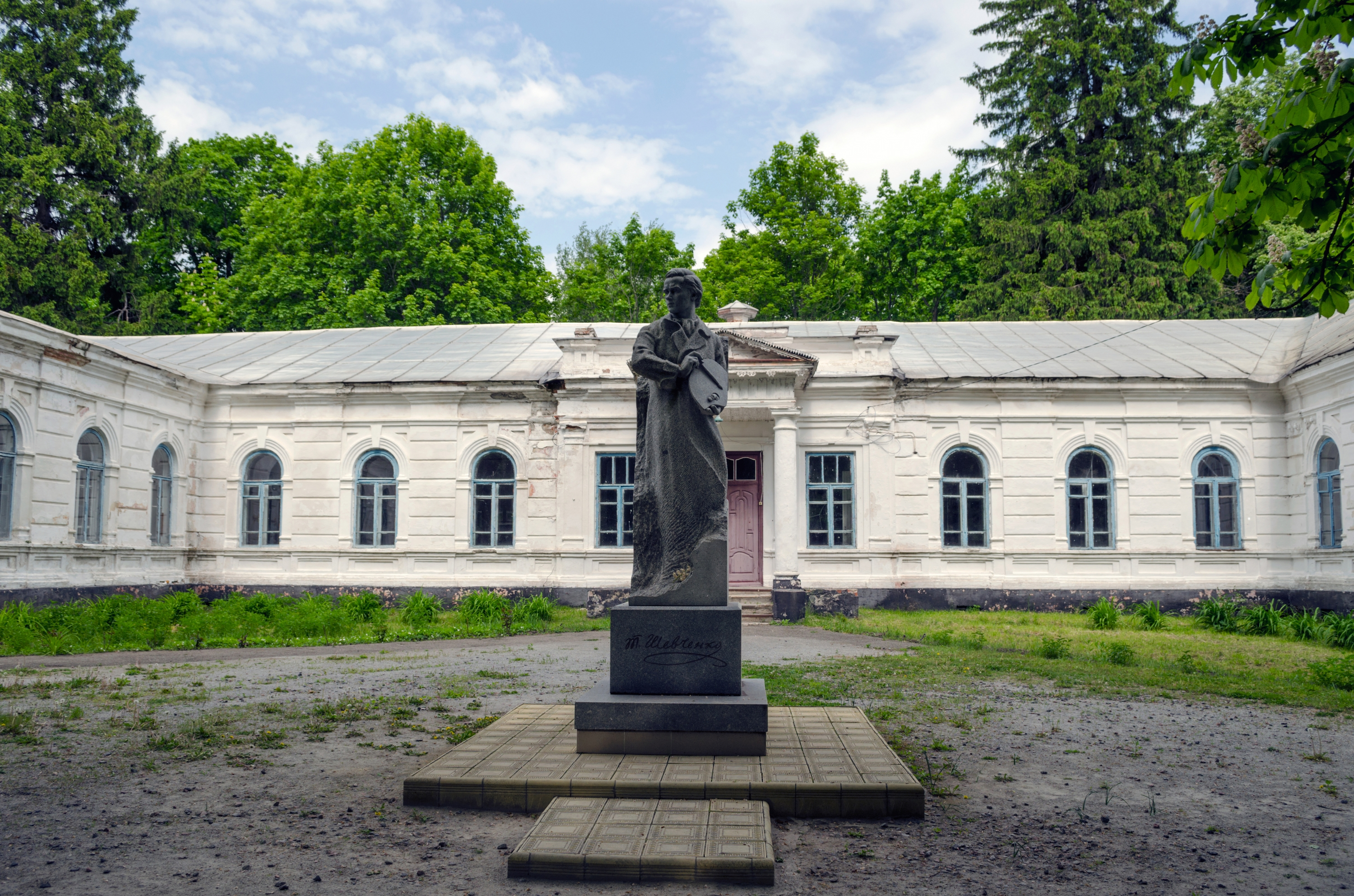
Domaine Lyzohoub de Sedniv classé[7].